# Caso Favela Naval
O Caso Favela Naval refere-se a uma reportagem que foi ao ar em 31 de março de 1997, no Jornal Nacional da Rede Globo. Foi exibida uma reportagem mostrando um grupo de policiais militares extorquindo dinheiro, humilhando, espancando e executando pessoas numa blitz na Favela Naval, em Diadema, na Grande São Paulo. As imagens, gravadas em fita VHS pelo cinegrafista amador Francisco Romeu Vanni, nos dias 3, 5 e 7 de março, foram vendidas por R$ 10 mil para a TV Globo. A Globo negociou cópias da fita com outras emissoras de televisão, inclusive do exterior. O repórter Marcelo Rezende foi o responsável por investigar as imagens, que revelavam a crueldade com que os PMs da 2ª Companhia do 24º Batalhão de Polícia Militar Metropolitano do Estado de São Paulo tratavam cidadãos indefesos no que seria uma operação de combate ao tráfico de drogas. O caso gerou grande repercussão nacional e internacionalmente.

## Ocorrência
O caso foi registrado pelo cinegrafista amador Francisco Romeu Vanni. Policiais militares da Polícia Militar do Estado de São Paulo foram flagrados agredindo moradores da Favela Naval durante uma blitz que realizavam no local.
Na madrugada do dia 7 de março de 1997, a situação chegaria ao extremo; os PMs abordaram um veículo Gol que passava pela favela para roubar os ocupantes do veículo. Como os três homens não tinham dinheiro, foi impossível escapar das torturas praticadas por quem deveria estar protegendo a sociedade. O motorista do Gol, Jefferson Sanches Caputi, foi um dos mais espancados. Os militares o deitaram sobre o carro e passaram a agredi-lo com golpes de cassetetes pelo corpo; o soldado Nélson Soares da Silva Júnior optou por bater nos pés do rapaz, enquanto o companheiro Otávio Lourenço Gambra, também conhecido como "Rambo", preferiu desferir golpes na cabeça, braços, costas e abdômen. Depois, os amigos foram liberados, entraram no carro sob muitos golpes de cassetetes, quando Gambra efetuou dois disparos contra o automóvel, acertando Mario José Josino, de 29 anos, que estava sentado no banco de trás do carro, com um tiro na nuca. Ele foi levado para um hospital público de Diadema, onde morreu horas depois. No dia 31 de março, as imagens passaram em horário nobre na televisão e rodaram o mundo.
Os policiais envolvidos no caso foram processados por abuso de autoridade, segundo o promotor José Carlos Blat. O líder dos envolvidos tornou-se um símbolo da violência policial; o ex-policial militar Otávio Lourenço Gambra, o Rambo, deixou o presídio militar Romão Gomes em agosto de 2006 depois de receber do juiz-corregedor da Justiça Militar, Luiz Alberto Moro Cavalcante, o direito de cumprir em prisão domiciliar o resto de sua pena de 15 anos e 2 meses sob alegação de bom comportamento. Rambo passou 9 anos no presídio.
Na época, a Favela Naval era um lugar com 2.500 habitantes espalhados por quinhentos barracos de tijolo e madeira, oito ruas e quinze bares. A cidade de Diadema, depois do episódio, liderou o ranking dos homicídios no Estado em 1989 e 1999.

## Julgamento
Nove policiais militares que participaram das agressões na Favela Naval foram expulsos da Policia Militar. São eles: Paulo Roberto Garcia Barreto, Mauricio Gomes Louzada, João Batista de Queiroz, Ricardo Luiz Buzeto, Rogério Néri Bonfim, Demontier Carolino de Figueiredo e Reginaldo José dos Santos, além dos já mencionados Nelson Soares da Silva Júnior e Otávio Lourenço Gambra. Um policial, Adriano Lima de Oliveira, não foi afastado.
Em outubro e novembro de 1998 foram condenados os ex-policiais Otávio Gambra, a 65 anos de reclusão, e Maurício Louzada a 27 anos de reclusão pela justiça comum. Em 1999, foram condenados por abuso de autoridade os ex-policiais: Ricardo Luiz Buzeto (2 anos de detenção), Demontier Figueiredo (1 ano e 6 meses), Adriano Oliveira (1 ano e 6 meses), Rogério Néri Bonfim (6 anos), Sargento Reinaldo José Santos (10 dias); e Nelson Soares (18 anos) por tentativa de assassinato e 11 abusos de autoridade.
Em maio de 1999, desembargadores do Tribunal de Justiça anularam o júri que condenou o ex-policial Otávio Lourenço Gambra a 65 anos de prisão. Eles determinaram novo julgamento, que aconteceu no ano seguinte e fixou uma sentença de 47 anos de prisão. No ano de 2001, o Tribunal de Justiça acatou recurso da defesa e diminuiu a pena de Gambra para 15 anos de reclusão. O Tribunal de Justiça anulou o julgamento de Maurício Gomes Lousada e Nelson Soares da Silva Júnior por considerar que os jurados contrariaram os autos do processo e determinaram que os réus aguardassem novo julgamento em liberdade.
Em 2004 o ex-soldado da PM Rogério Neri Bonfim, que tinha 34 anos, foi morto com um tiro no peito, no bairro Rudge Ramos, em São Bernardo do Campo, município vizinho a Diadema. O crime foi cometido por dois homens em um assalto.
O cinegrafista Francisco Romeu Vanni, o Pica-Pau, que filmou as blitze na Favela Naval, foi preso em fevereiro de 2007 e acusado de receptar uma carga roubada. O major Ícaro Demétrio Santana, policial de Diadema que ajudou o Ministério Público nas investigações sobre o episódio, morreu nas mãos de ladrões em 2004. Em 2012, Efigênia Guilhermina Josino ainda esperava ser indenizada pela morte do filho, o mecânico Mário José Josino.